# Zomers Buiten

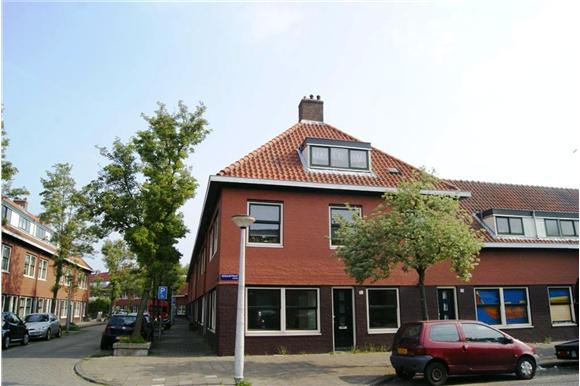
Arbeiderswoningen van Zomers Buiten in de Bloemenbuurt in Amsterdam-Noord, anno 2011 van Ymere. Deels verkocht aan huurders en andere particulieren

Zomers Buiten was een Amsterdamse vereniging die op 24 april 1914 werd opgericht om de leefomstandigheden van arbeiders (vooral laaggeschoold gemeentepersoneel) te verbeteren, maar zich vanaf 1917 voornamelijk ging richten op de bouw en het beheer van arbeiderswoningen in nieuwbouwprojecten in Amsterdam-Noord en Amsterdam-Zuid. Daarmee was het een van de vele particuliere initiatieven die ontstonden na de inwerkingtreding van de Woningwet (1902) die zich richtten op woningbouw en volkshuisvesting.

## Opgericht door handwerklieden
De Amsterdamse vereniging Zomers Buiten werd op 24 april 1914 opgericht door handwerklieden. De vereniging had een socialistische kijk op de samenleving. De vereniging nam het op voor de arbeiders, die in haar ogen werden uitgebuit. Grondleggers van de vereniging waren J.H. van Sluis en J.F.E. Hutter.

### Lange arbeidsduur
Ze kaartte de lange arbeidsduur aan en de lage lonen. Vooral de rechteloosheid stuitte de vereniging tegen de borst; arbeiders konden niet in opstand komen omdat dat onmiddellijk tot gevolg zou hebben dat men ontslagen zou worden.

### Geen steun van kerk
Volgens Zomers Buiten waren deze misstanden ontstaan doordat het staatsapparaat in handen was van de heersende klasse. Arbeiders hoefden ook geen steun van de kerk te verwachten, omdat deze de visie aanhing dat God zelf deze orde en het gezag had ingesteld; opstand tegen het gezag stond daarom gelijk aan opstand tegen God.

## Van vakantiehuis tot arbeiderswoning

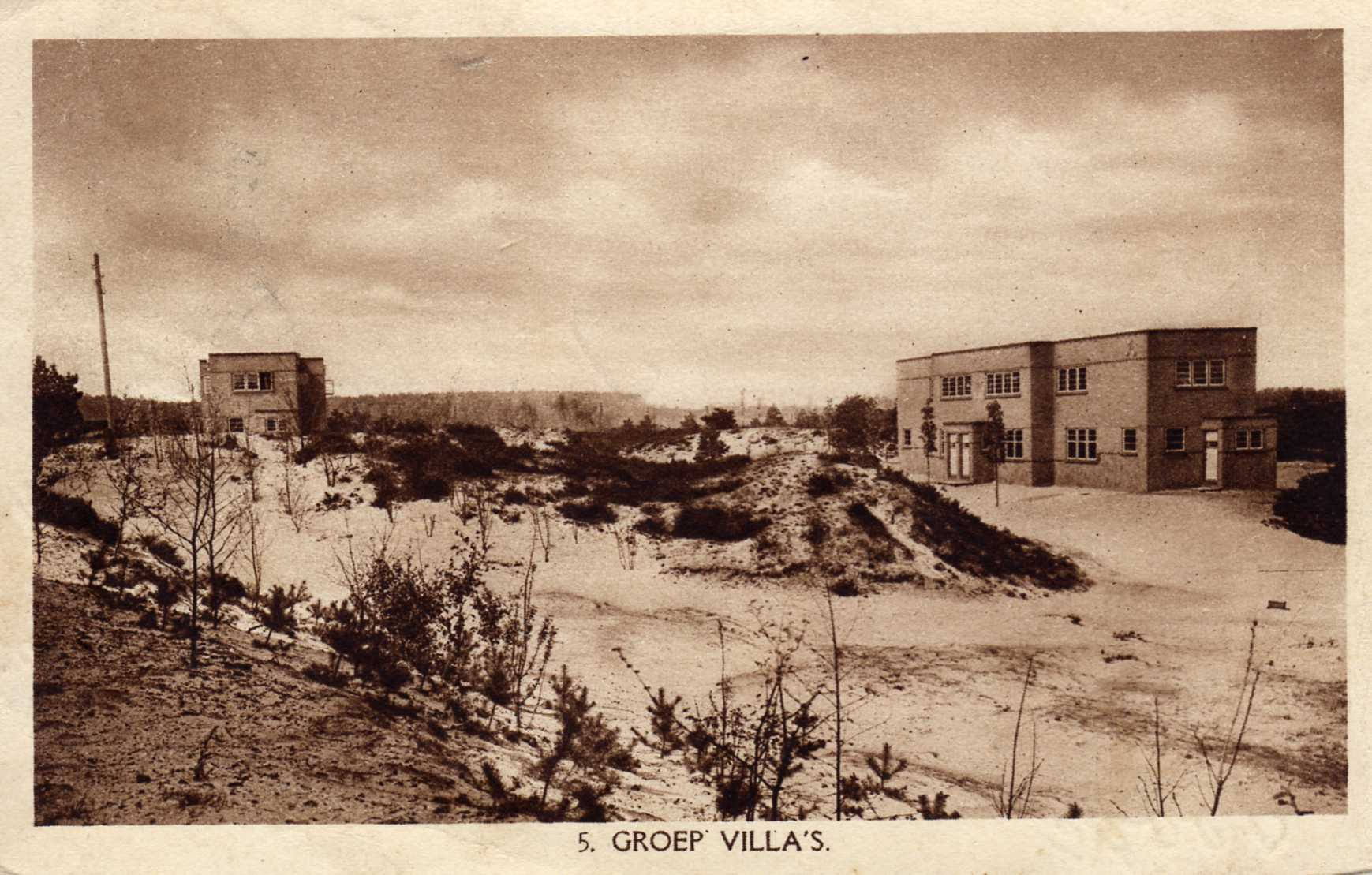
Vakantiewoningen van Zomers Buiten in Soestduinen

Aanvankelijk richtte ze zich niet op het huisvesten van arbeiders, maar op hun vrijetijdsbesteding. Gemeentewerklieden hadden omstreeks de oprichting van Zomers Buiten recht op een week vakantie per jaar met behoud van loon en een toeslag van 10 guldens. De 'Vereeniging tot stichting en exploitatie van vakantie-oorden in Nederland "Zomers Buiten" stelde zich ten doel hare leden in de gelegenheid te stellen voor zoo gering mogelijke kosten hunne vakantie alleen of met hun gezin buiten door te brengen en hun goedkope reisgelegenheid te bezorgen'. Ze probeerde dit doel onder meer te bereiken door het stichten en exploiteren van vakantieoorden, het zoeken van goedkope pensionadresjes en het organiseren van binnen- en buitenlandse reizen.

### Vakantiewoningen
In Soestduinen en in Zandvoort waren twee vakantieoorden gepland. Het architectenbureau Gulden en Geldmaker had zich belangeloos ter beschikking gesteld. Er zouden zes verschillende typen eengezinswoninkjes worden gebouwd met een huur van ƒ3,- per week. Tevens zouden er bergplaatsen, een lees- en conversatiezaal en een kinderspeelplaats komen. De oppervlakte per vakantieoord bedroeg 6 hectare, en de bouw kostte f 650.000,-. De opening van de beide complexen was gepland in mei 1917, maar ze kwamen veel later gereed dan verwacht. Vakantieoord Soestduinen aan de Van Lyndenlaan werd gebouwd in 1922 en bestond uit een hotel-restaurant, twee dienstwoningen, een kampeerhuis met 11 logeerkamers en 32 gemeubileerde villaatjes (4x8 meter).
In 1923 werd het vakantiecomplex in Soestduinen in gebruik genomen. Bij de opening hield Arie Keppler, de (eerste) directeur van de Gemeentelijke Woningdienst die bij praktisch elke Amsterdamse woningbouwvereniging in de Raad van Commissarissen zat, een toespraak. Tegen betaling kon een arbeidersgezin met vijf grote kinderen negen dagen lang haar intrek nemen in een villa en drie maaltijden per dag nuttigen. Zelf koken was verboden, zodat ook de huisvrouw van haar vakantie kon genieten.
Tijdens de mobilisatie van het Nederlandse leger in 1939 werd het vakantieoord in Soestduinen gevorderd voor de inkwartiering van dienstplichtige militairen. Nadat Nederland had gecapituleerd en de militairen uit Soestduinen waren vertrokken, namen de Duitsers Zomers Buiten ook in gebruik. Het werd een Duits militair dorp. Tegen het einde van de oorlog in 1945 vernielden de Duitsers alle gebouwen en inventaris voordat zij vertrokken. Voor herstel was na de oorlog geen geld. De restanten ervan verdwenen definitief toen het terrein van het vroegere vakantiepark werd gebruikt voor uitbreiding van het naastgelegen militaire kamp. Sindsdien herinnert in Soestduinen niets meer aan het ooit zo omvangrijke en fraaie vakantieoord van Zomers Buiten.

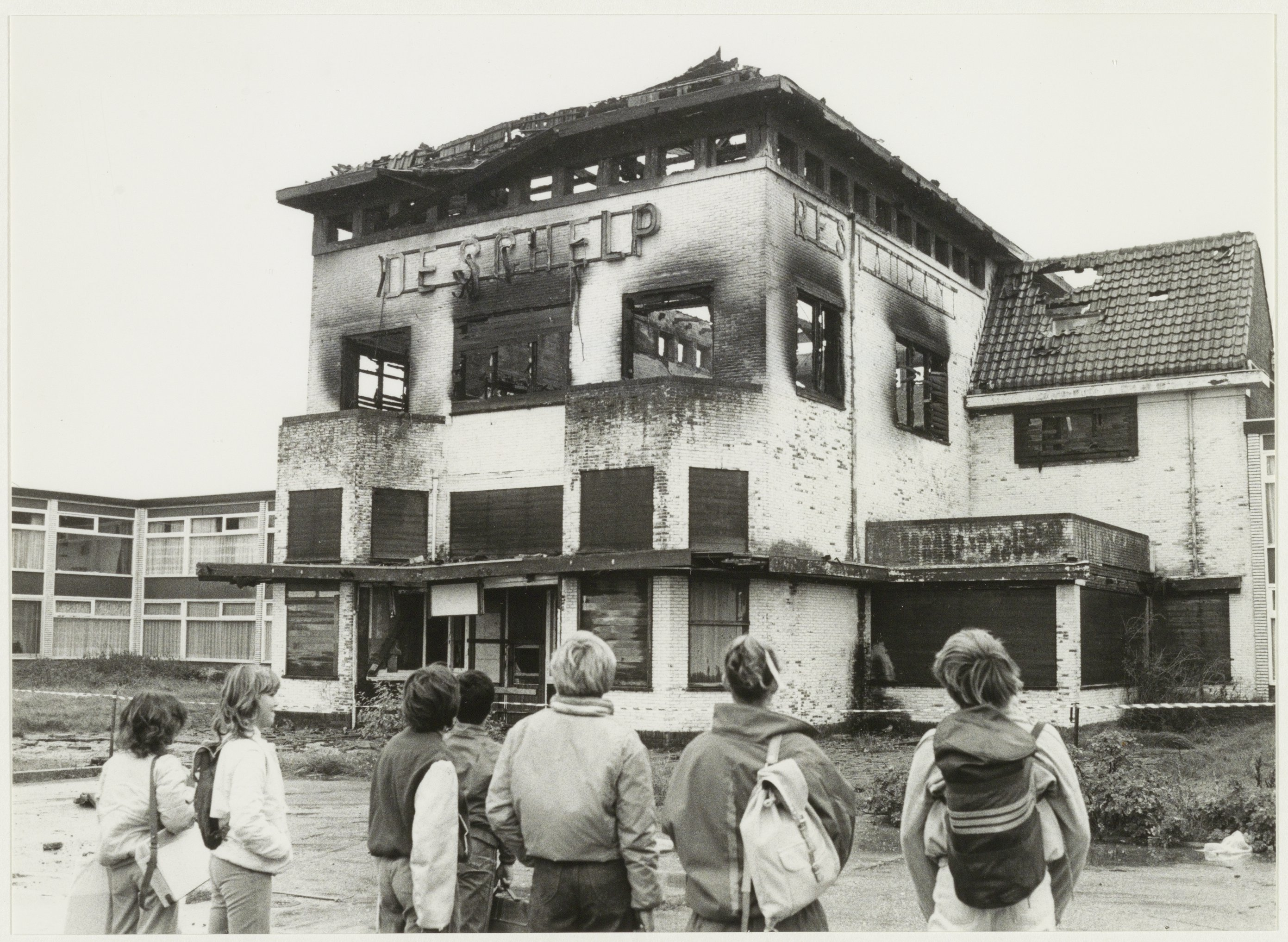
De Schelp brandde in 1984 af

Het complex in Zandvoort genaamd 'De Schelp' werd gebouwd na 1927 en was bestemd voor 300 gasten. In de Tweede Wereldoorlog is het complex gevorderd door de Duitse bezetter. Na 1945 werden er gerepatrieerde Indische Nederlanders in gehuisvest. In 1947 werd het verbouwd tot vakantiehotel van de vakcentrale NVV en begin jaren 1950 werden er gerepatrieerde KNIL-militairen ondergebracht. Het functioneerde daarna onder andere als dancing en stond lang leeg tot het in 1984 afbrandde.

### Maandblad
Vanaf 1916 gaf de vereniging het 'Maandblad Zomers Buiten' uit voor haar leden. In het blad werd het buitenleven geromantiseerd in met foto's geïllustreerde artikelen over bijvoorbeeld de techniek van het wandelen, over honingzwammen, over rogge en over verschillende andere (bloeiende) planten.

### Woning belangrijker dan vakantiehuisje
De vereniging besefte al snel dat de huisvesting van een arbeider in de 51 weken van het jaar dat hij moest werken, belangrijker was dan een vakantiehuisje in die ene vrije week. In het 'Bijzondere Jaarverslag' uit 1917 stelt de vereniging zichzelf ten doel om de volkshuisvesting te bevorderen. Hiertoe werd in datzelfde jaar de woningstichting  Zomers Buiten opgericht. Zij beoogde 'te dien einde hygiënisch ingerichte woningen, die voldoen aan de behoefte van een in bescheiden en financiële omstandigheid verkeerend gezin, te stichten, ten einde deze aan personen uit de arbeidende klasse of daarmee gelijk te stellen personen te verhuren'.

### Eerste woningen in 1925
Door de Eerste Wereldoorlog kwam het voorlopig niet van bouwen. Ook werd de voorschotregeling van het rijk voor sociale woningbouw na de Eerste Wereldoorlog sneller opgeheven dan Zomers Buiten plannen had kunnen indienen. Pas in 1924, toen de gemeente Amsterdam bereid was borg te staan bij particuliere leningen, werd begonnen aan het eerste project: een nieuwe buurt met 517 arbeiderswoningen in Tuindorp Buiksloterham, in de polder Buiksloterham, die sinds 1877 tot de gemeente Amsterdam behoorde. De huizen en enkele winkels werden gebouwd ten oosten van de Kamperfoelieweg, omsloten door de Sneeuwbalstraat, Wingerdweg en Azaleastraat. De eerste woningen van Zomers Buiten in Amsterdam-Noord werden in 1925 opgeleverd, de laatste in 1928. De buurt maakt anno 2011 deel uit van de Bloemenbuurt, en grenst bij de Sneeuwbalstraat aan Floradorp.

### Woning met tuintje en natte cel
Het waren stuk voor stuk woningen met een tuintje, warm water en een badcel, 'hygiënisch ingerichte woningen voor personen uit de arbeidende klasse'.

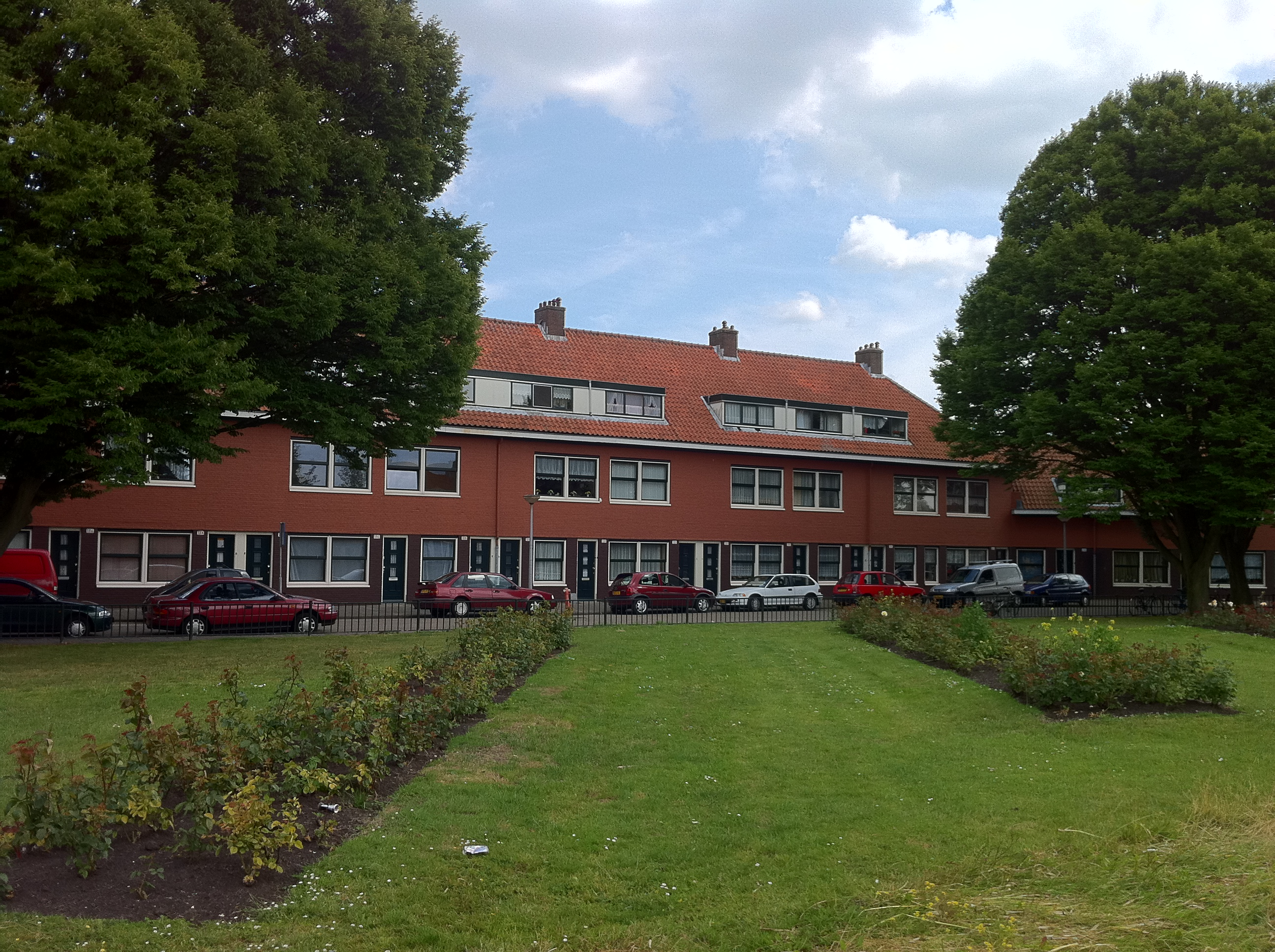
Zomers Buiten was de eerste die arbeiderswoningen bouwde in de geannexeerde gemeente Buiksloot
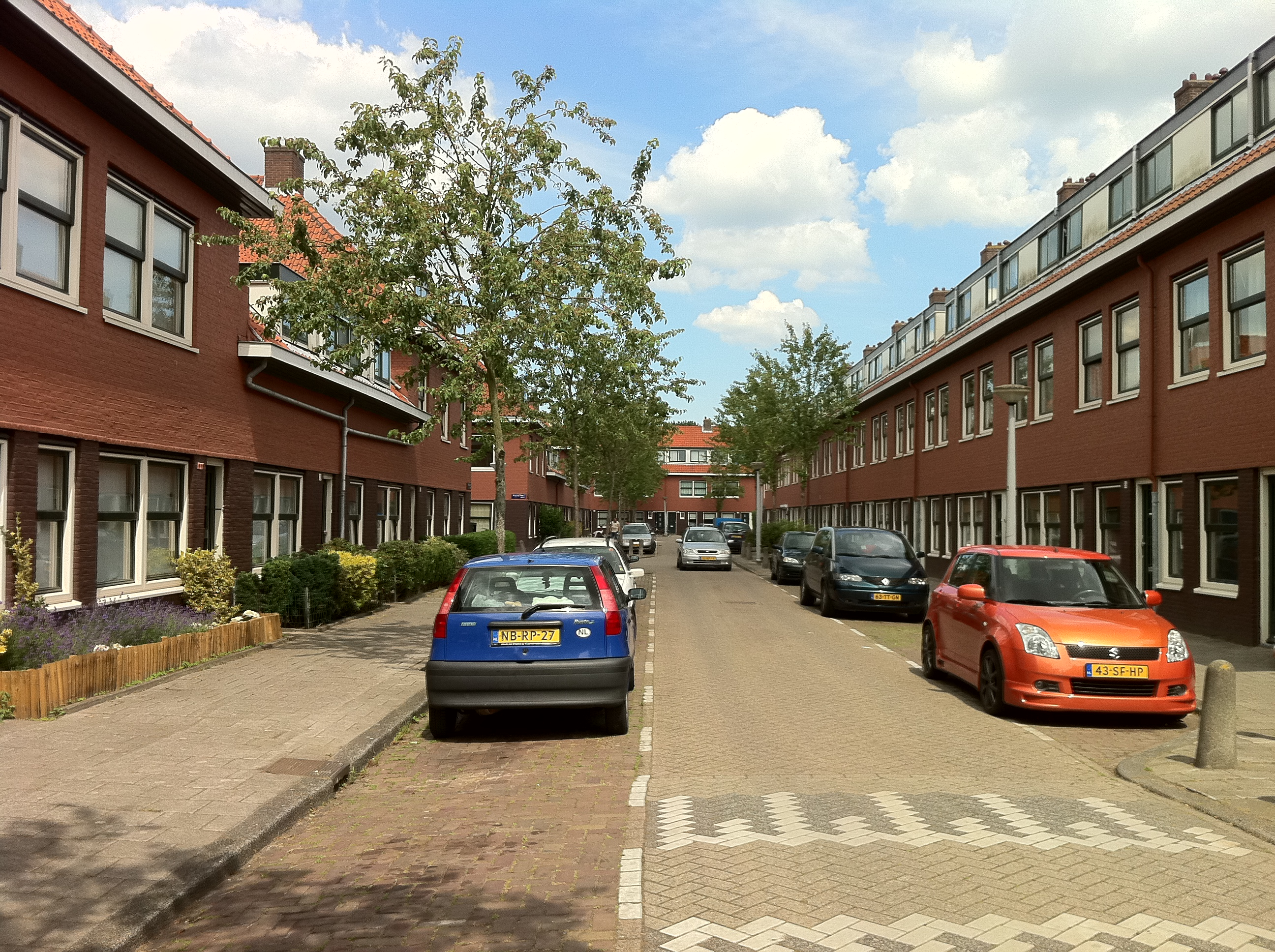
De woningen werden vooral verhuurd aan geschoolde, dus beter betaalde arbeiders in vaste dienst, zoals in de Nigellestraat
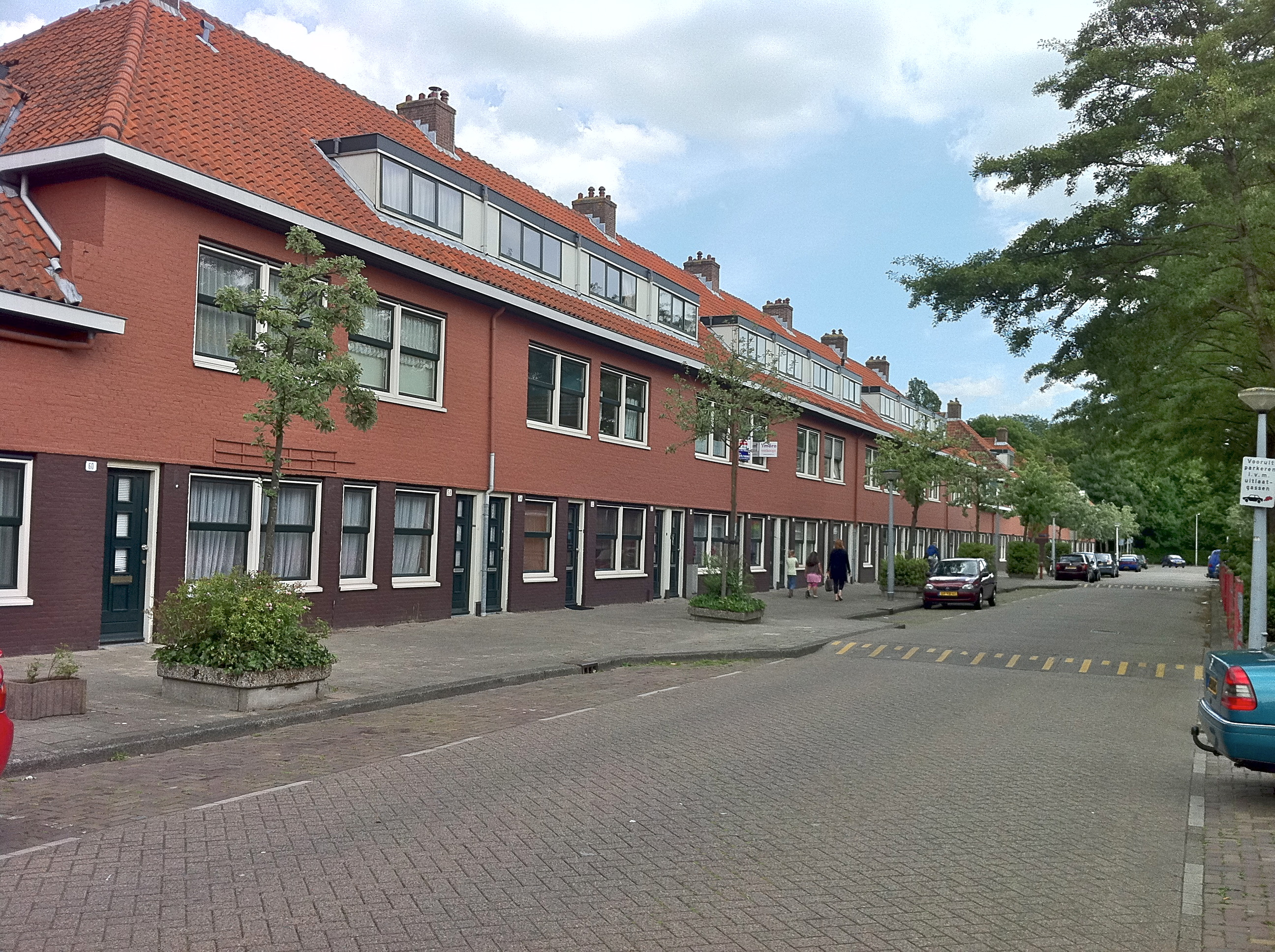
Azaleastraat
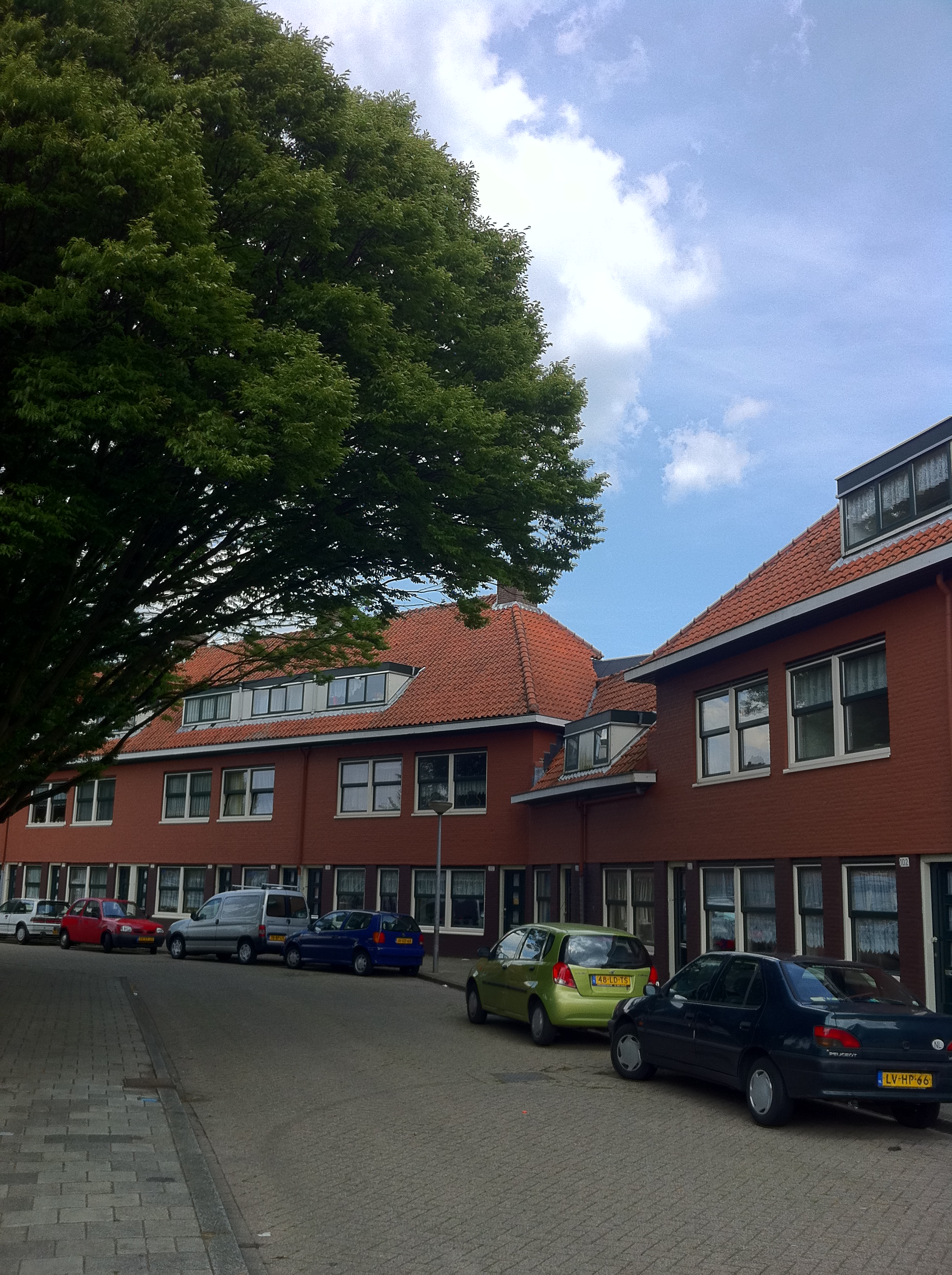
Arbeiderswoningen aan de Kamperfoelieweg voor nette arbeidersgezinnen die de huur konden betalen
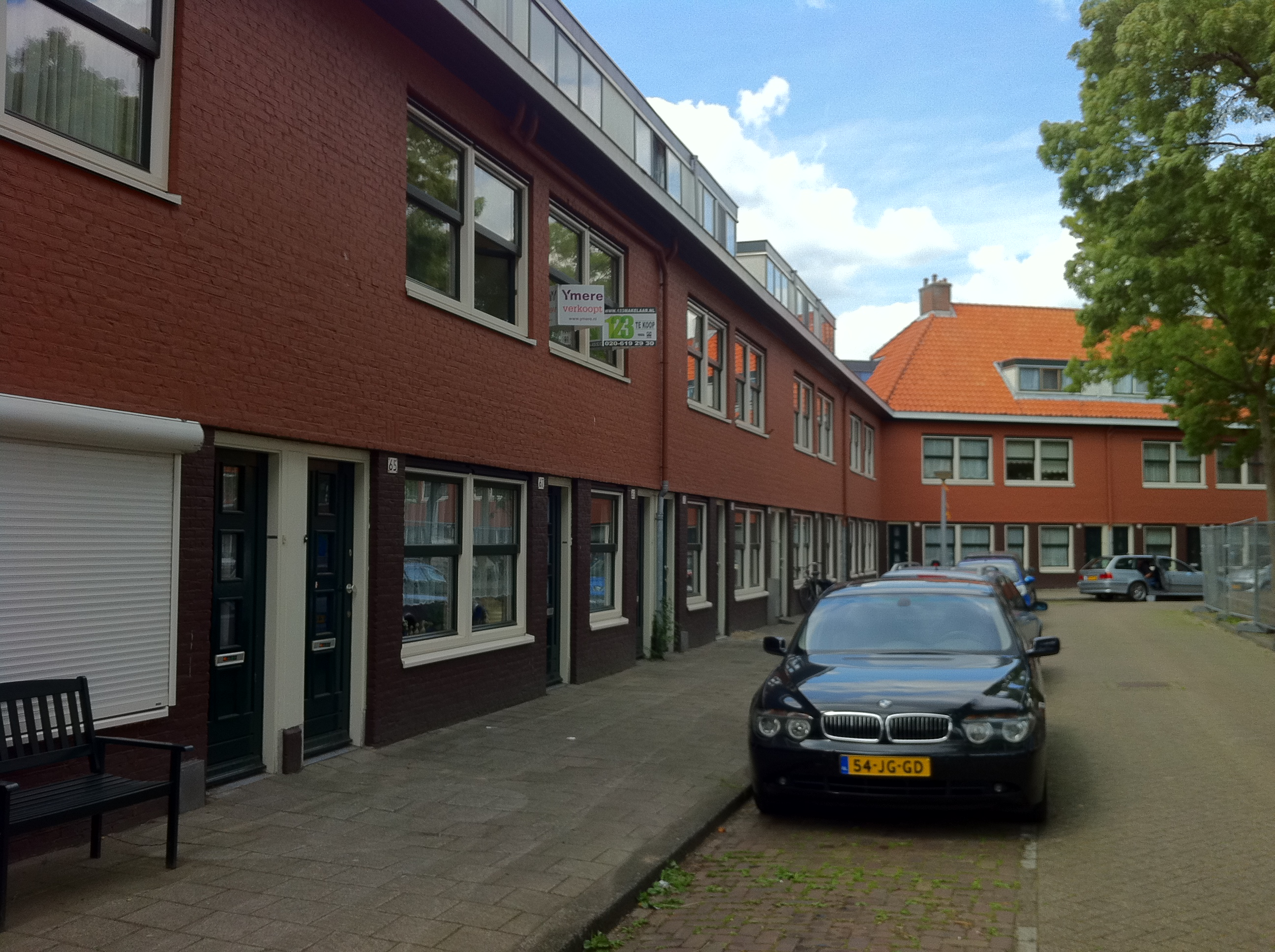
Nigellestraat
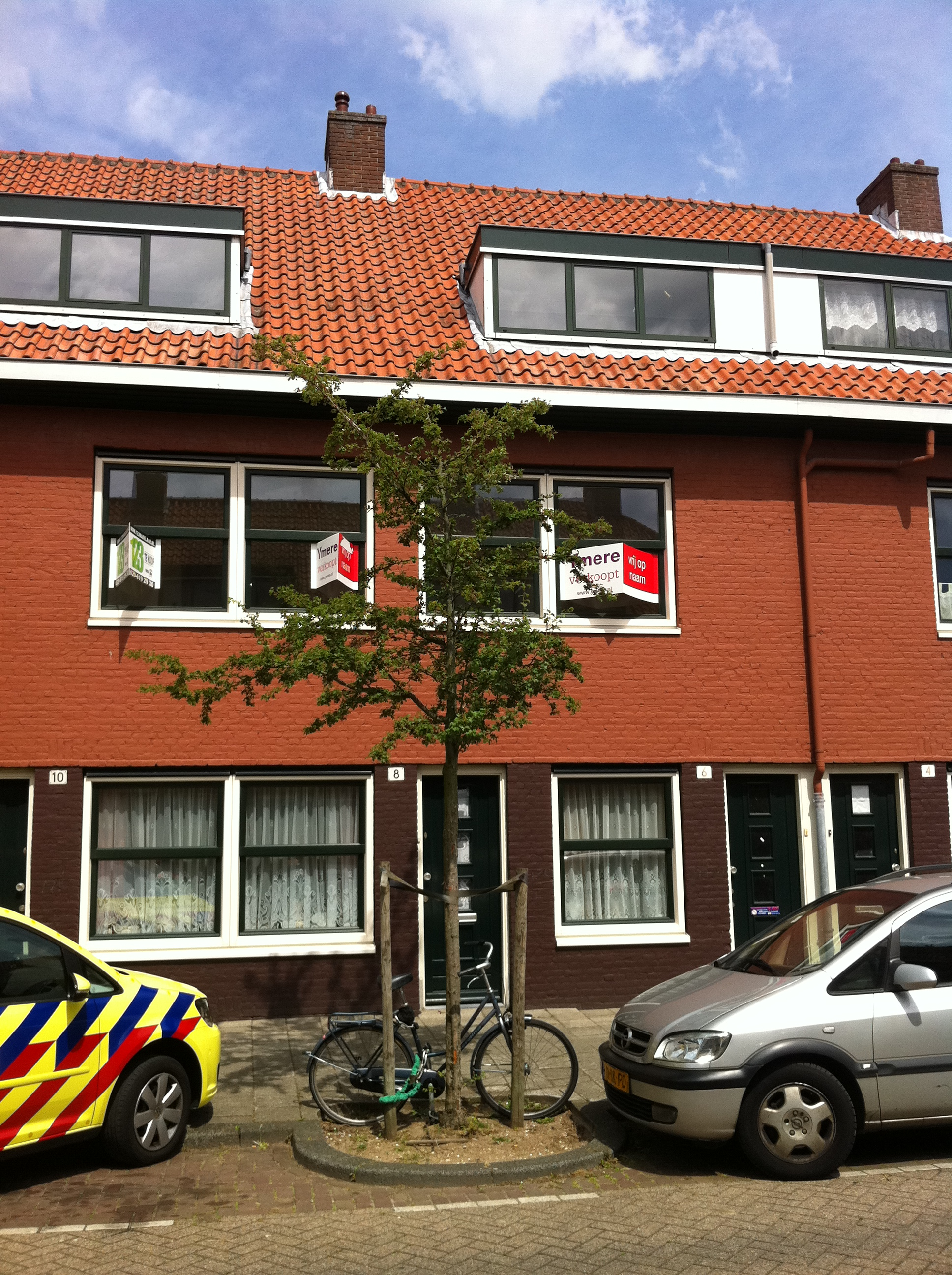
Sommige huurwoningen worden anno 2011 verkocht aan particulieren, zoals hier in de Fresiastraat

### Stadionbuurt

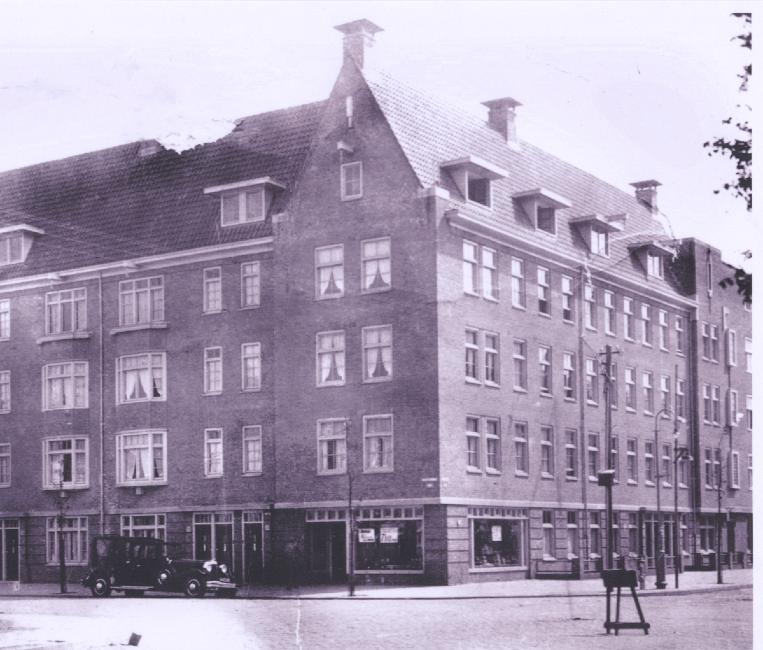
Complex arbeiderswoningen verhuurd door Zomers Buiten op de hoek Marathonweg-Olympiaweg

Vanaf 1929 liet Zomers Buiten circa 300 woningen en winkels bouwen in de Marathonbuurt, een deel van de nieuwe Stadionbuurt, ten zuidwesten van de Marathonweg in Amsterdam-Zuid. Het betreft een lang lint met bebouwing, die op het Hygiëaplein wordt onderbroken door twee scholen. De bebouwing vormt een architectonische eenheid met de tegenover gelegen bebouwing aan de noordoostelijke zijde van de Marathonweg, die is ontworpen door de architecten Jan Gratama en Jan-Willem Dinger. Ook de zuidwestelijke zijde was ontworpen door deze twee architecten, maar zij verkochten hun ontwerp aan bureau Gulden en Geldmaker, dat inmiddels nauw gelieerd was aan Zomers Buiten. Zomers Buiten nam de bouwopgave aan deze kant van de Marathonweg over van de Algemeene Woningbouw Vereniging. Zomers Buiten propageerde persoonlijke hygiëne en tekende in 1923 al de eerste woningen met douche of bad. Los van enkele kleine architectonische veranderingen voegde het bureau daarom een badkamer met badkuip toe aan de woningen of een douchecel, en een geiser die warm water zou leveren. Dit lange lint van bebouwing, die op het Hygiëaplein wordt onderbroken door twee scholen, heeft nu aan de buitenkant enkele subtiele verschillen met de overkant en staat nu op naam van deze architecten.

### Centrale warmwatervoorziening
Uiteindelijk koos Zomers Buiten ervoor om samen met drie andere woningbouwverenigingen geen geisers aan te brengen, maar een kolengestookte centrale warmwatervoorziening op te richten. De circa 1000 woningen die eind jaren twintig nog gebouwd moesten worden in de Stadionbuurt, zouden hierop worden aangesloten. De woningbouwverenigingen richtten hiervoor de Stichting Warmwatervoorziening op. Voor de levering van warmwater zouden de huren met 80 cent moeten stijgen bij huizen met een bad, en 50 cent bij huizen met een douche. Huurders zouden echter geen kosten meer hoeven te maken voor het bezoeken van gemeentelijke badhuizen.

### Toch ook een badhuis
De woningen aan het Hygiëaplein werden gebouwd in 1930-1931. De woningen aan de Marathonweg werden gebouwd in 1930-1932. Zomers Buiten bouwde de woningen aan de Herculesstraat, de Olympiaweg en de Achillesstraat 36-42 in 1931. In 1931-1932 kwamen de woningen aan het Olympiaplein en de Stadionweg. De Achillesstraat 35-53 werd gebouwd in 1932. In 1934 ontwierp het bureau Gulden & Geldmaker in opdracht van Zomers Buiten een bijbehorend badhuis aan de Herculesstraat, zodat de mensen uit de buurt die woonden in een woning zonder bad of douche, ook regelmatig konden baden of douchen. Een werkplaats op het Hygiëaplein werd in opdracht van Zomers Buiten omstreeks 1955 ontworpen.

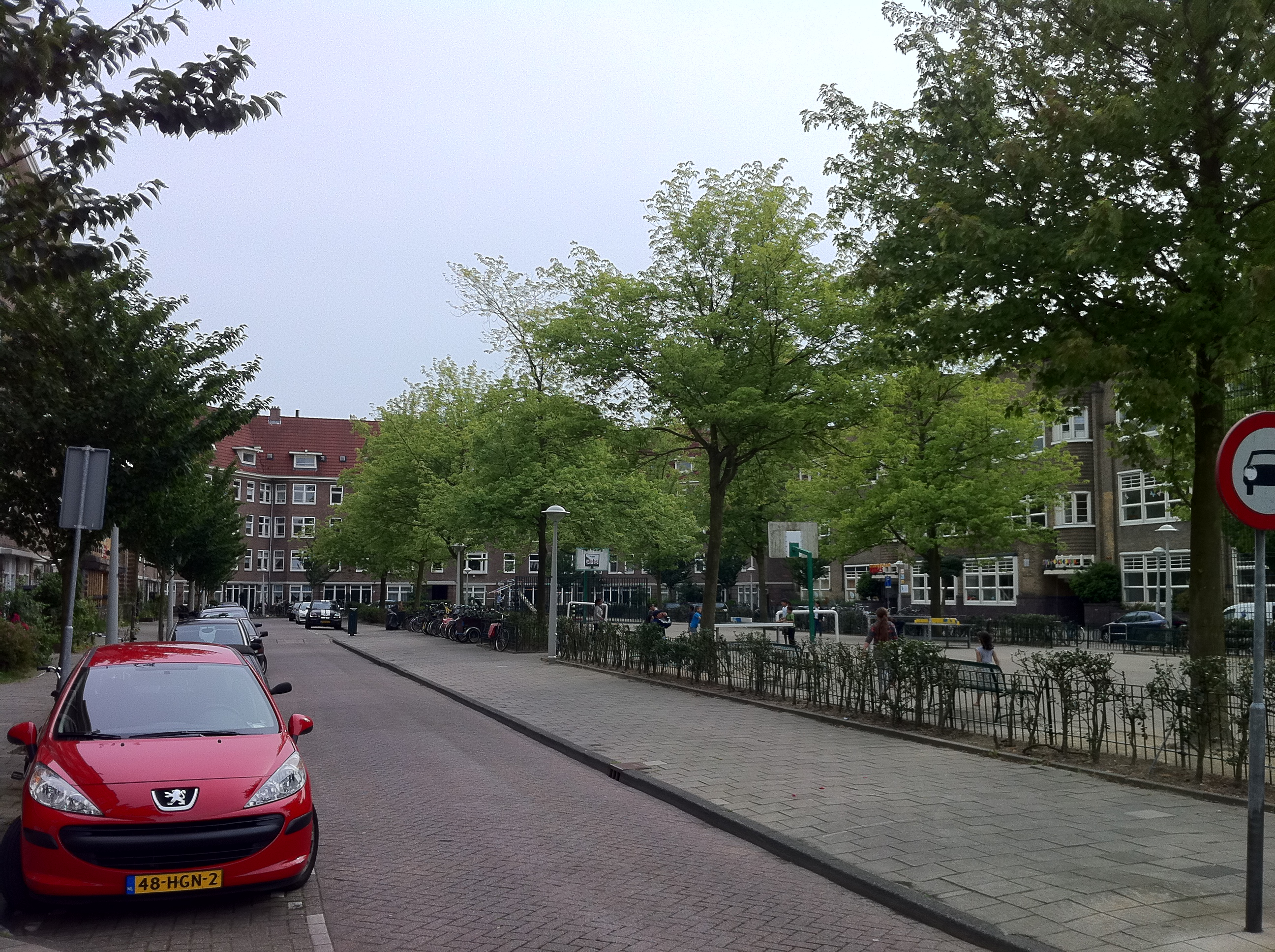
Het Hygieaplein is het levendig hart van de Marathonbuurt, waar veel wordt gespeeld
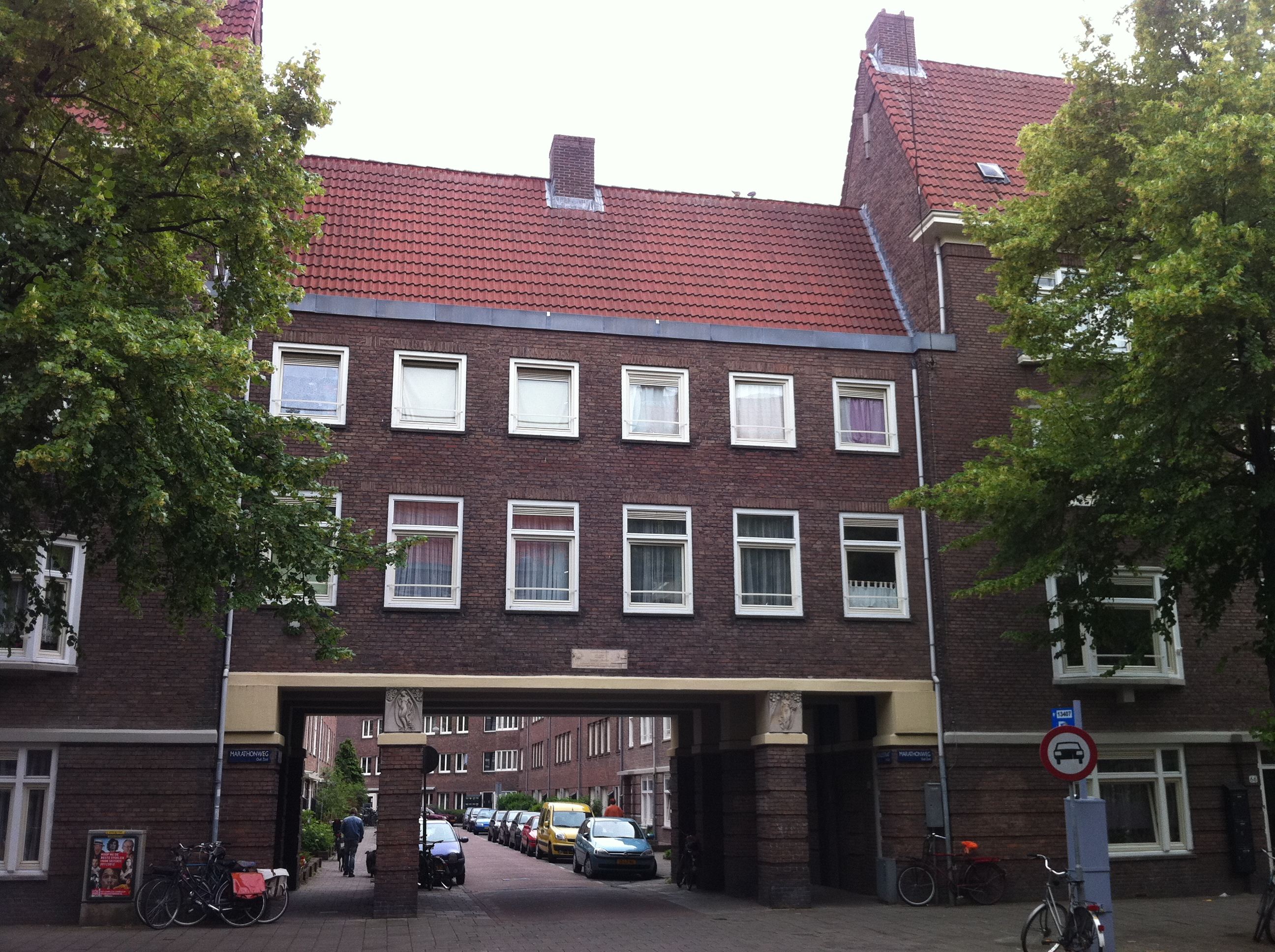
Poorten breken de lange gevelwanden, hier de toegang tot de Achillesstraat
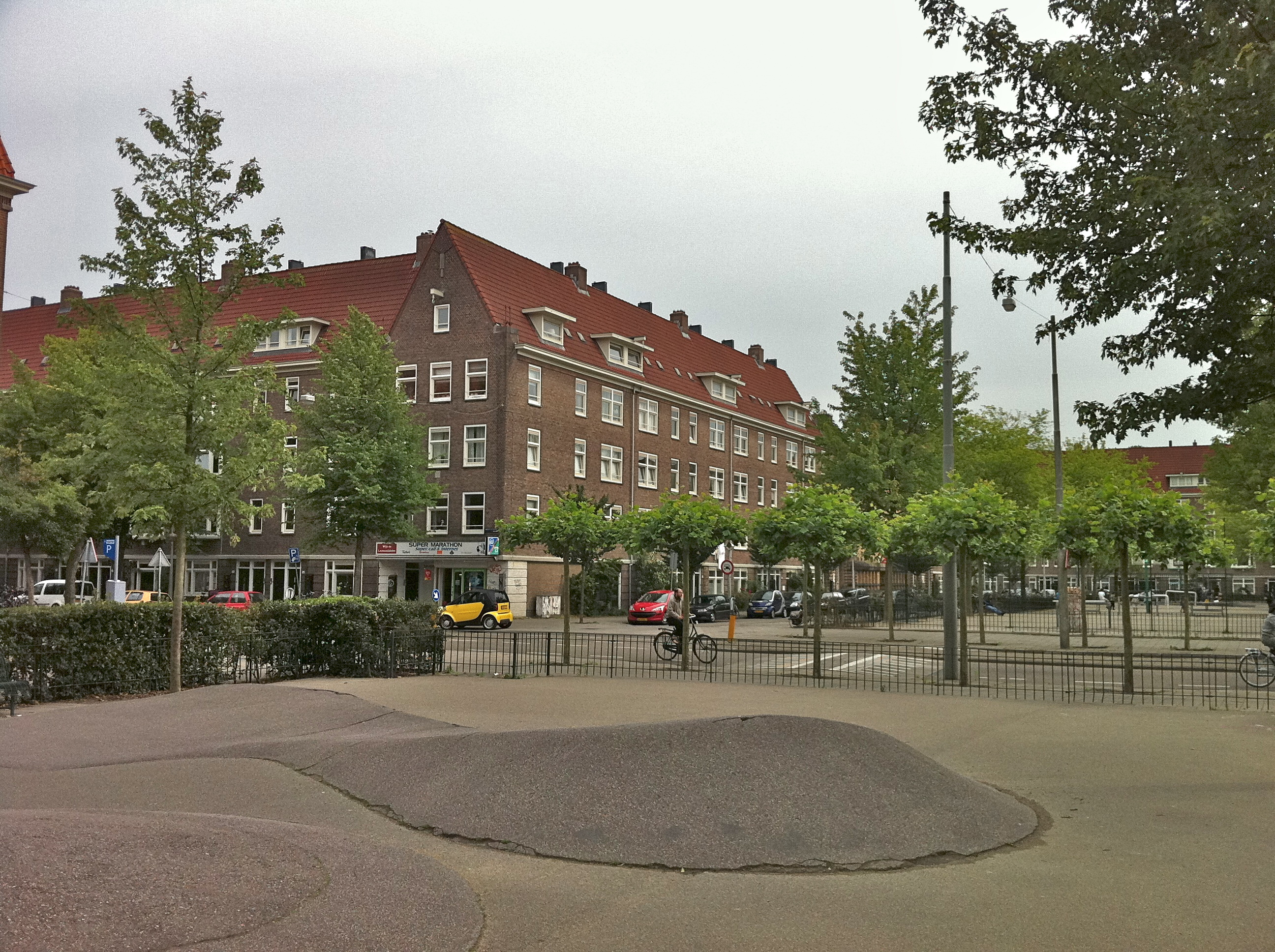
De woningen van Zomers Buiten hadden al vroeg een badkamer met badkuip
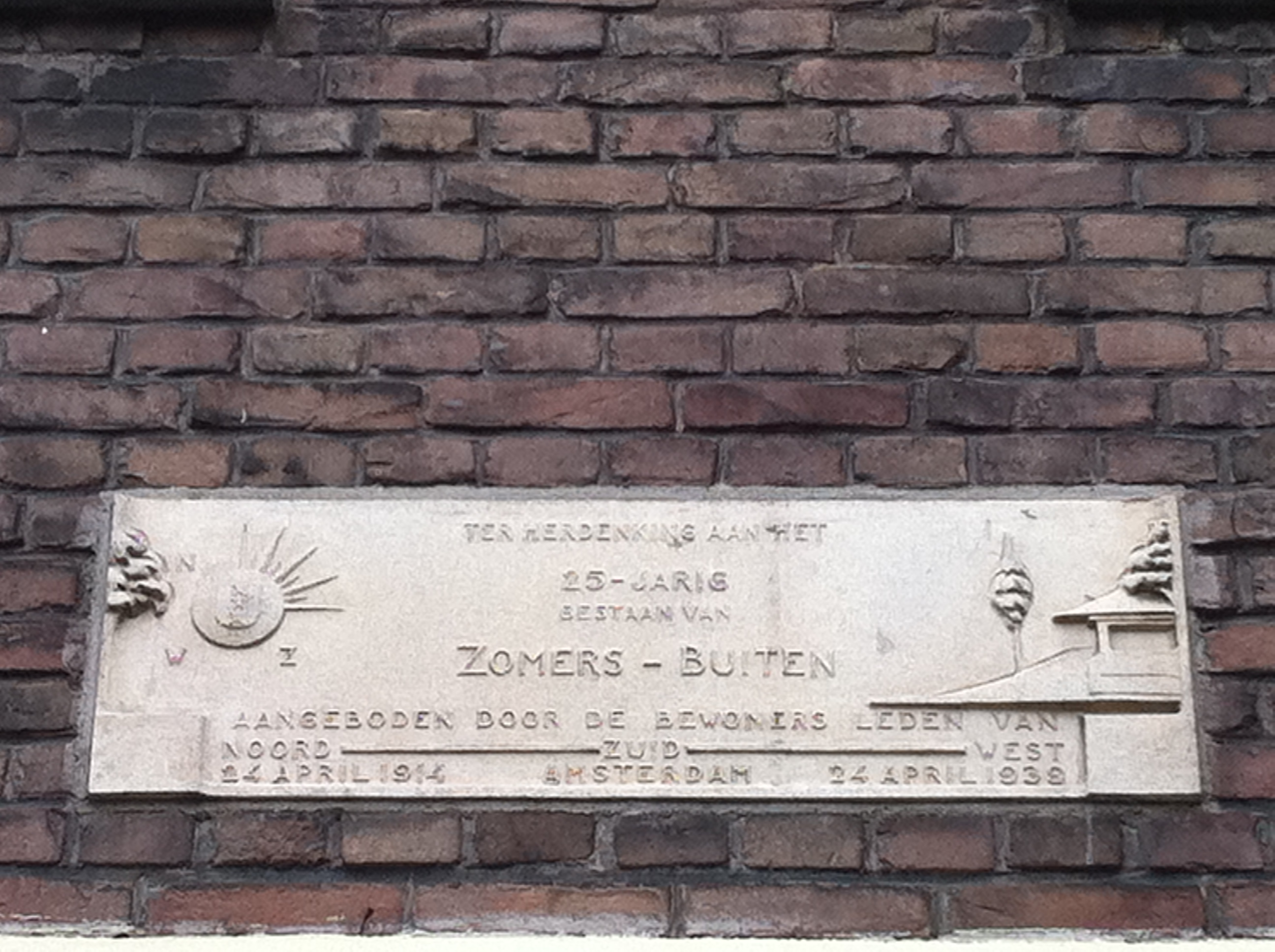
In 1939 bestond de vereniging Zomers Buiten 25 jaar, huurders deden een gevelsteen cadeau
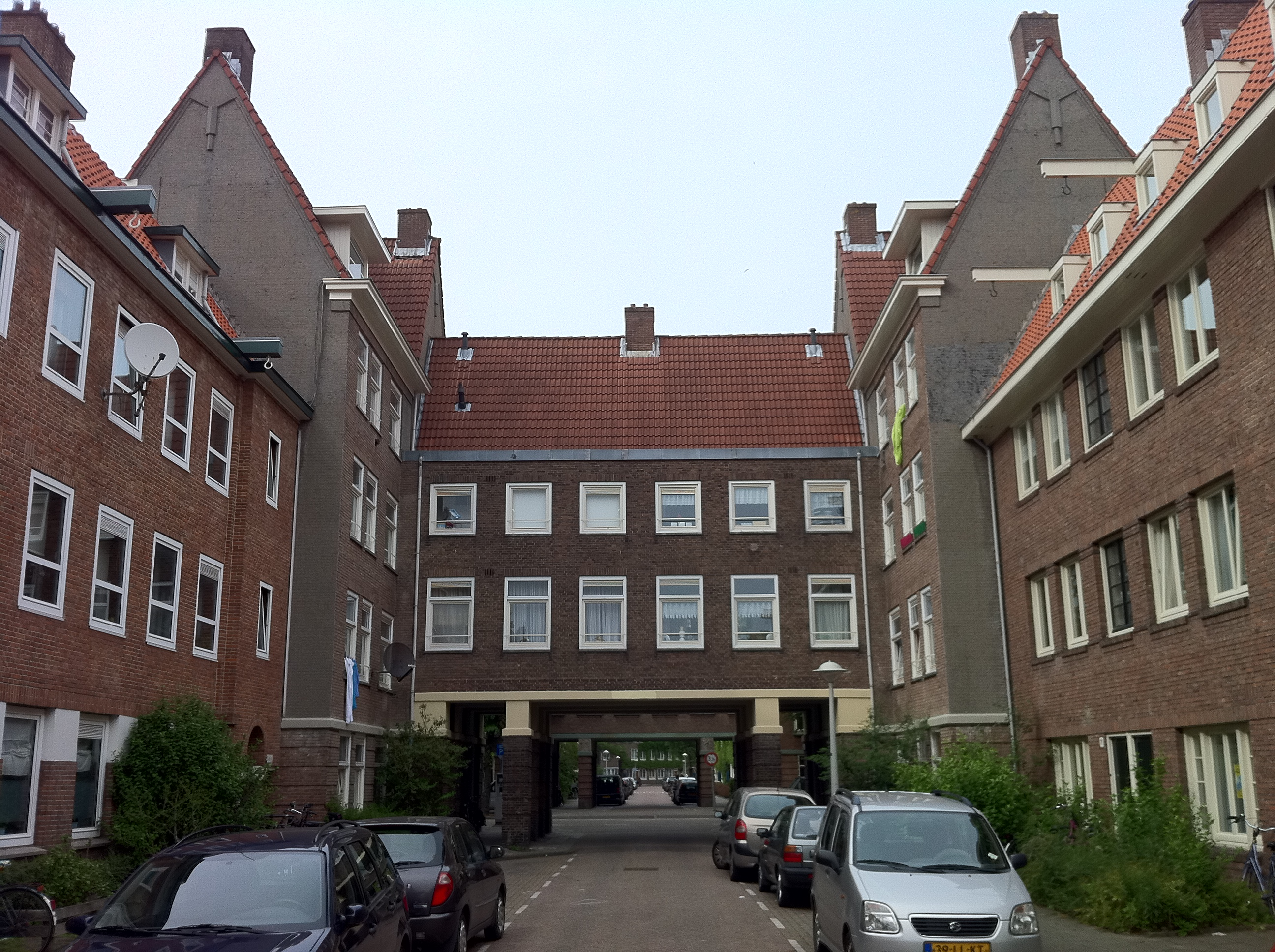
Het ontwerp van de woningen, waaronder deze in de Herculesstraat werd door Gulden en Geldmaker gekocht van Gratama
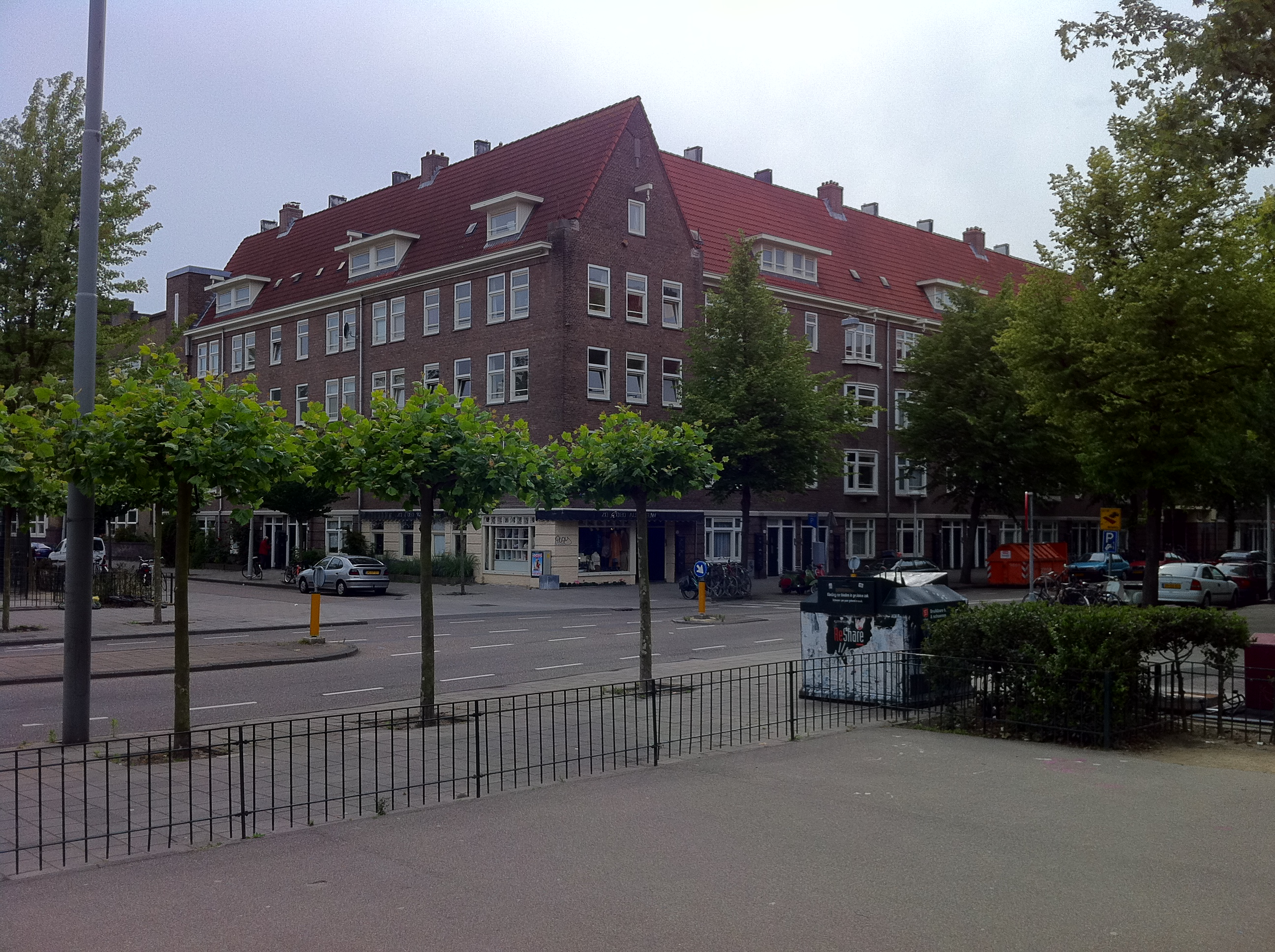
Het plein is vernoemd naar Hygieia, de godin van de gezondheid, reinheid en properheid

### Landlust
In de jaren dertig was de bouwstijl Amsterdamse School over diens hoogtepunt heen, en raakte het nieuwe bouwen in zwang. De invloeden hiervan waren al enigszins merkbaar bij het bouwplan van Zomers Buiten dat door het architectenbureau van Zeeger Gulden (Geldmaker was inmiddels overleden) werd gemaakt in 1931 voor de wijk Landlust-Zuid. Het besloeg 400 woningen, waarvan 8 met winkel. Het bestuur van de Rijksverzekeringsbank wilde in het voorjaar van 1931 het bouwkapitaal wel lenen aan Zomers Buiten, maar de Centrale Beleggingsraad stak hier een stokje voor. Omdat dit project hierdoor geen doorgang kon vinden, riep de Gemeentelijke Woningdienst de regering te hulp, en vroeg om bij wijze van uitzondering een woningwetvoorschot te verlenen. Niemand had er eigenlijk op gerekend, maar tot ieders grote verrassing zegde het rijk dit toe. Hierdoor kon de bouw beginnen in het voorjaar van 1932. De woningen van Zomers Buiten in Landlust kregen de adressen Joris van Andringastraat 1-33 en 2-34, Gerard Callenburgstraat 1-63 en 2-34, Jan den Haenstraat 1-33, De Rijpgracht 14-42 en de Tjerk Hiddes de Vriesstraat 1-23. Het project werd voltooid in 1934. De verrassende welwillendheid van het Rijk zorgde voor een tijdelijke opleving van de woningbouwproductie in Amsterdam, omdat tot 1937 circa 2000 volkswoningen konden worden gebouwd door Amsterdamse woningbouwverenigingen met woningwetsubsidies van het Rijk. Maar toen liet de nieuwe minister van Binnenlandse Zaken in het Kabinet-Colijn IV Hendrik van Boeijen weten bezwaren tegen de bouw van de volkswoningen in Amsterdam te hebben. De woningen werden te duur en bevatten te veel luxe, in de ogen van de minister. Met name stoorde de regering zich aan de nieuwe bouwverordening van de gemeente Amsterdam uit 1936, waarin onder meer wordt bepaald dat elke woning minimaal een bad of douche moest hebben. Dat is onzin, meende de minister, en het maakte de woningen onnodig duur.

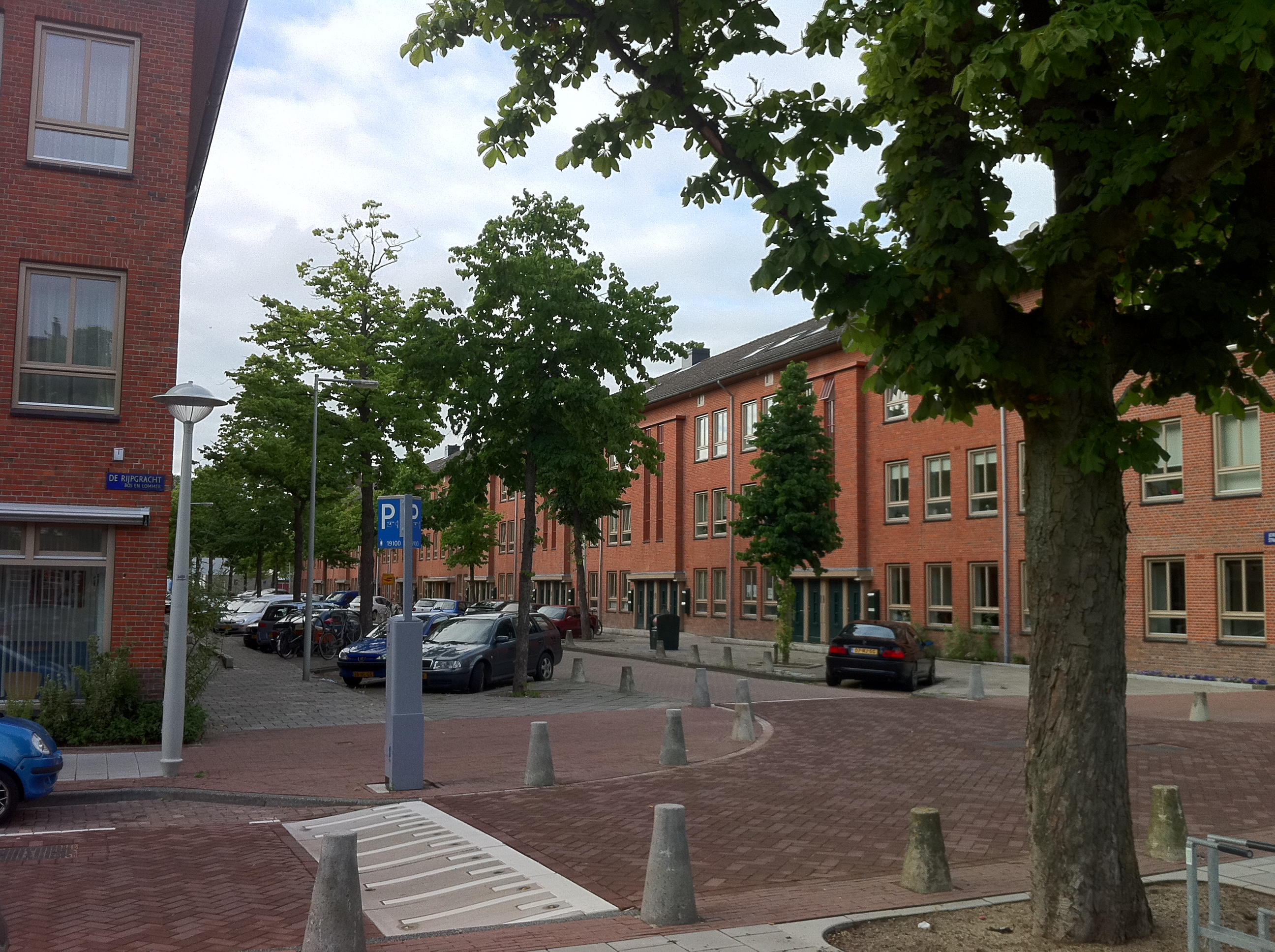
Gulden kreeg in de crisisjaren een nieuwe opdracht van Zomers Buiten om arbeiderswoningen te ontwerpen in Landlust-Zuid
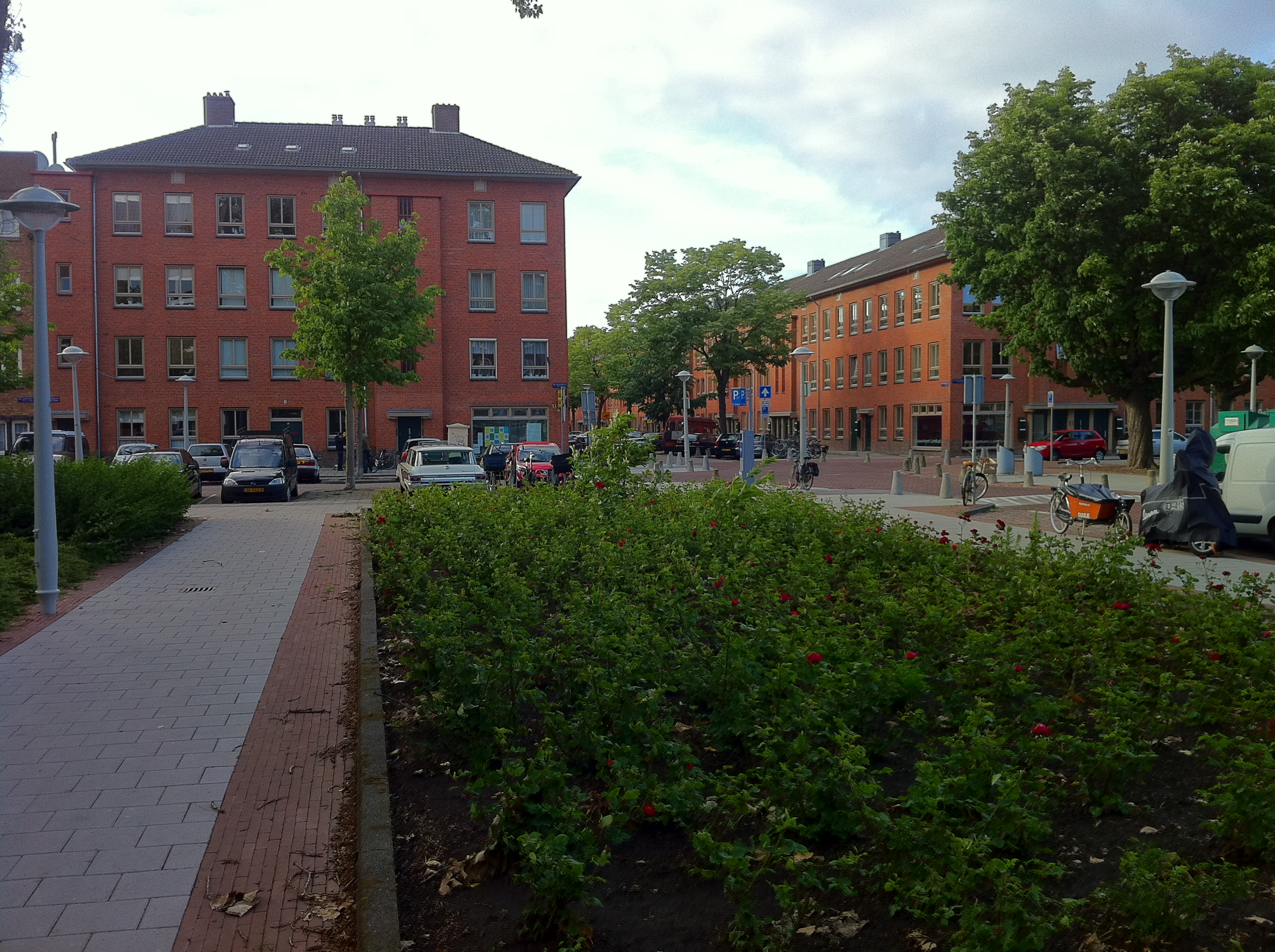
Gulden was zeer actief in de SDAP en enige tijd zelfs gemeenteraadslid
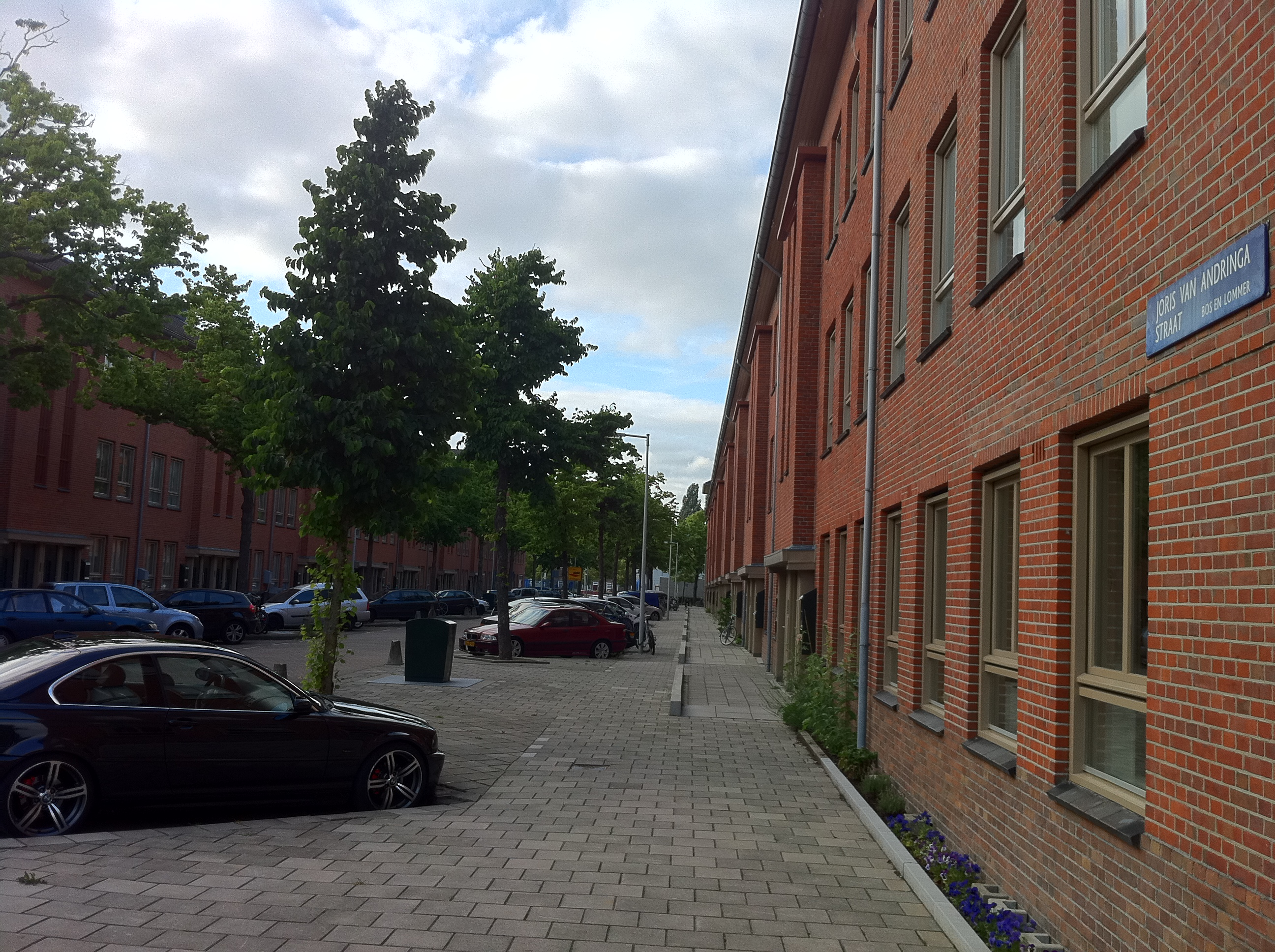
In 1907 hielp Gulden mee met de oprichting van de Amsterdamsche Bond van Gemeenteambtenaren
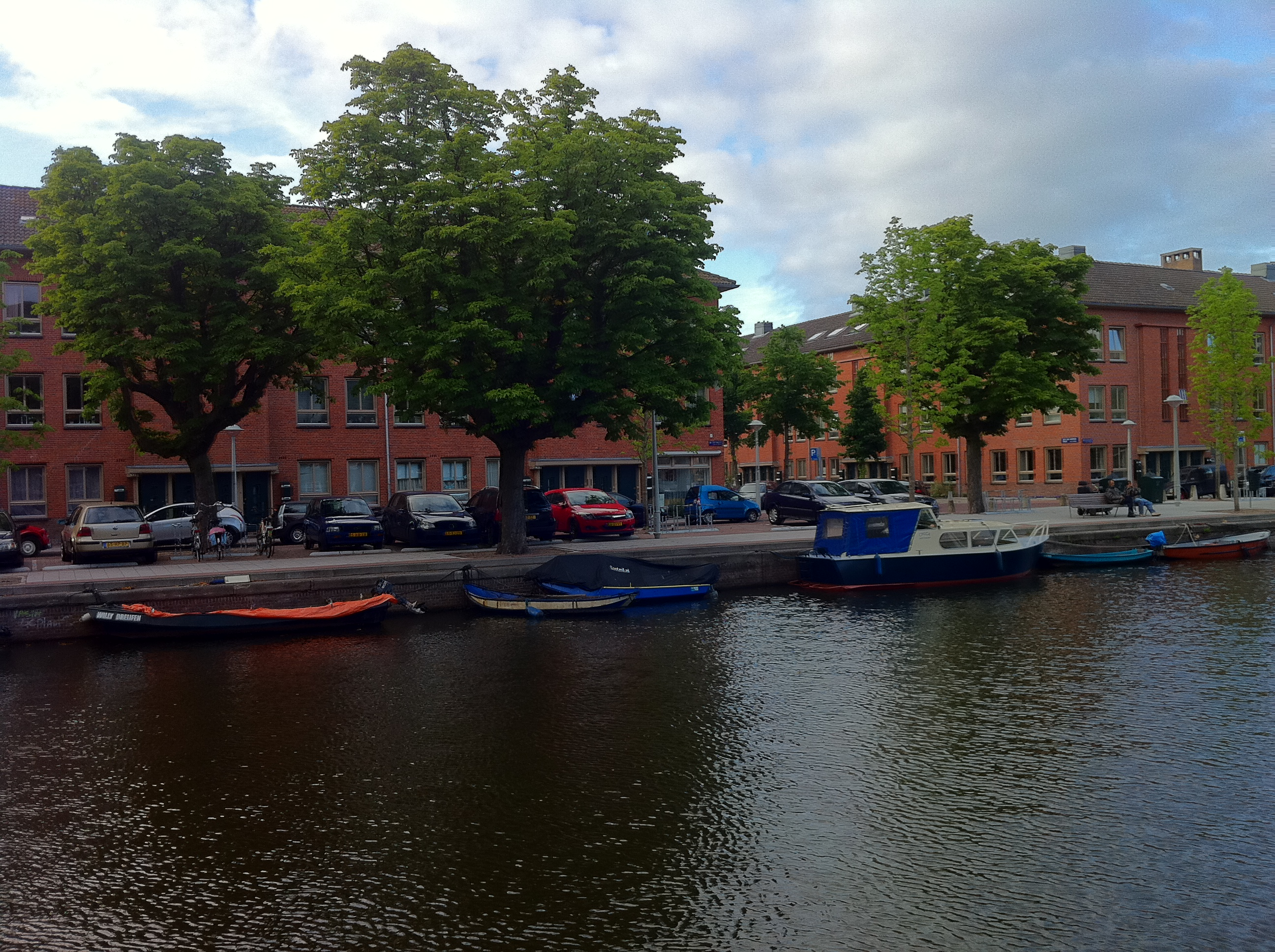
Gulden had met zijn uitgebreide netwerk in politieke kringen veel opdrachten voor zijn architectenbureau binnengehaald
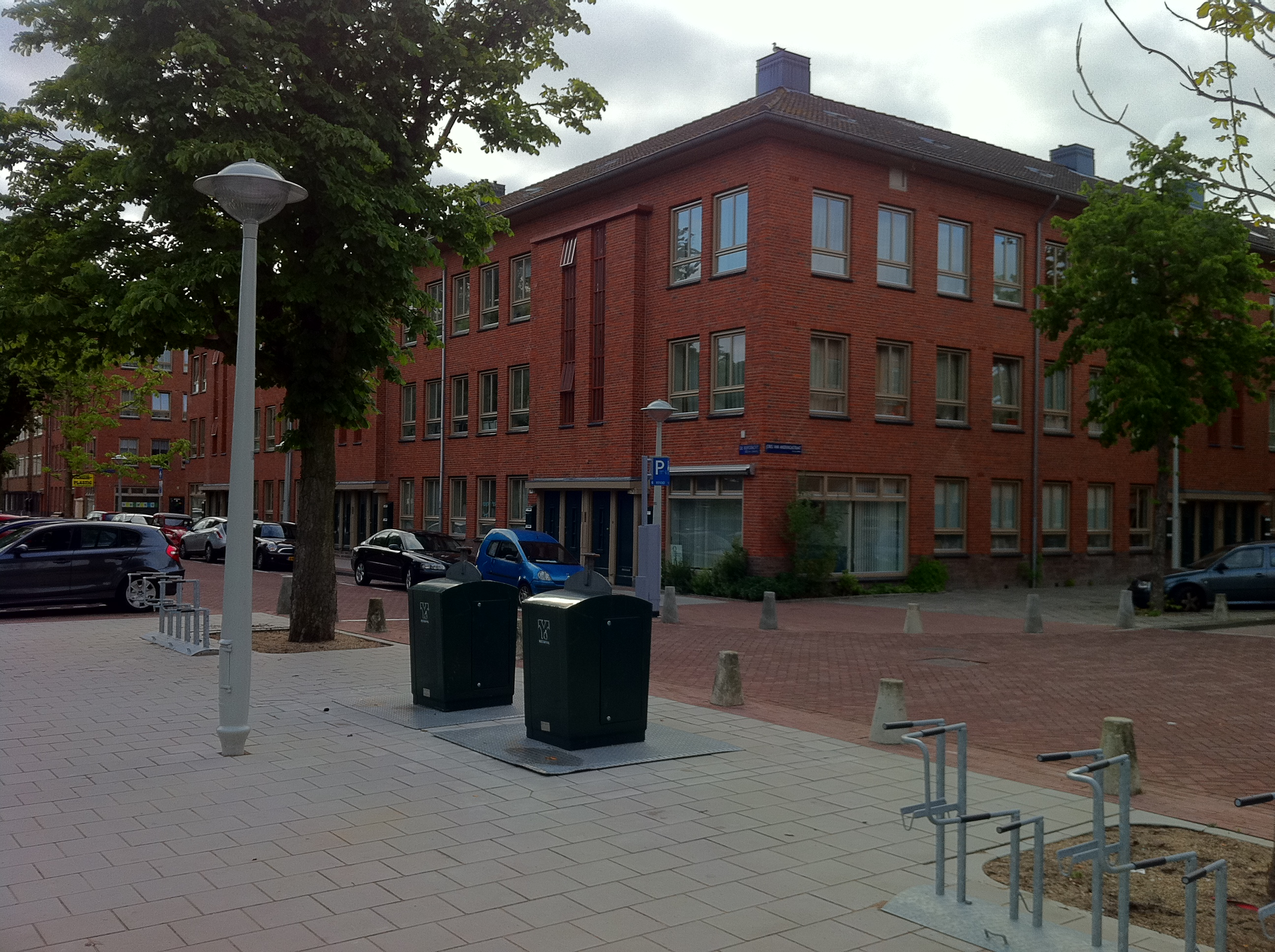
Gulden had geen gedegen architectuuropleiding, maar had wel een zakelijke inslag
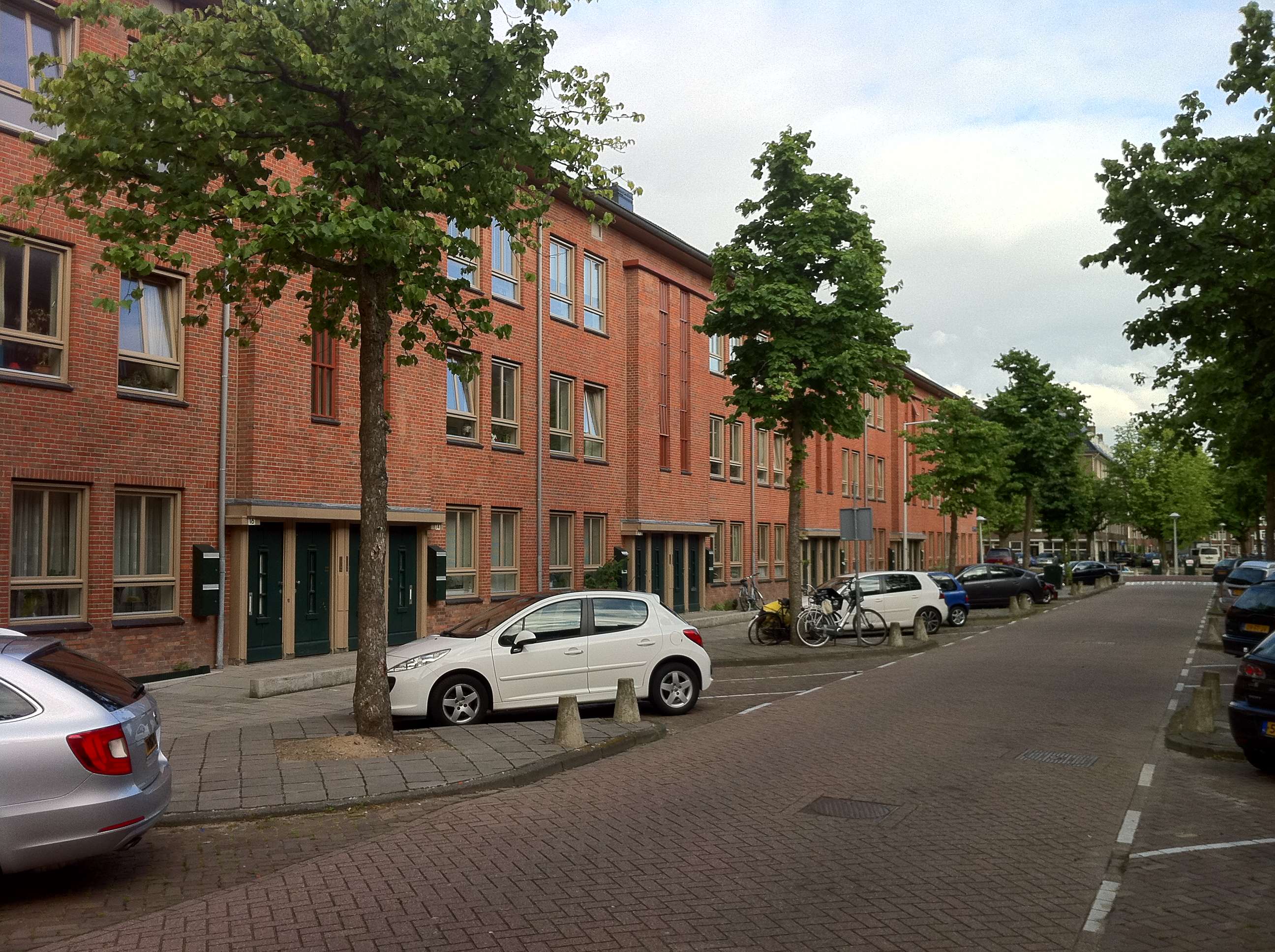
Na het overlijden van Geldmaker in 1930 ging Zeeger Gulden samenwerken met architect A.A. van der Linde, die de Landlustwoningen ontwierp

### Centrale verwarming
De architecten van de meeste (vakantie)woningen van Zomers Buiten waren de architecten Zeeger Gulden (1875-1960) en Melle Geldmaker (1874-1930). Geldmaker was een fervent voorstander van de verbetering van de volkshuisvesting, en introduceerde de centrale verwarming in verschillende woningbouwcomplexen in Amsterdam, als eerste in het blok aan de Kromme Mijdrechtstraat van de Ergon bouwmaatschappijen en projectontwikkelaar L.J. Borst. Ook na de Tweede Wereldoorlog werkte Gulden aan projecten met gemeenschappelijke voorzieningen, zoals het 'Arie Kepplerhuis' in Amsterdam, een woningbouwcomplex voor werkende echtparen uit 1957.

### Na de oorlog
Na de oorlog breidde het bezit van Zomers Buiten zich gestaag uit, door de enorme bouwactiviteiten van de gemeente en woningcorporaties in Amsterdam bij de uitvoering van het Algemeen Uitbreidingsplan van 1935, waaraan Zomers Buiten actief meedeed. Het woningbezit groeide in de latere decennia ook door aankoop van bestaande panden van particulieren en van complexen van andere woningbouwcorporaties. Vanaf de jaren 60 kreeg de woningstichting een actieve rol bij de stadsvernieuwing in de bestaande stad, zoals in de Amsterdamse volkswijk Jordaan, de Staatsliedenbuurt en Frederik Hendrikbuurt. Hierbij werd de aankoop van huizen en andere panden doorgaans gevolgd door renovatie, of door sloop gevolgd door nieuwbouw van sociale woningbouw op dezelfde plek.

## Fusies, overnames en naamswijzigingen
De woningcorporatie-branche kenmerkt zich al jaren door fusies en schaalvergroting van gemeentelijke woningbedrijven, woningstichtingen en woningbouwverenigingen. In 1982 werd het bezit van de N.V. Bouwonderneming ‘Jordaan' (anno 1895) overgenomen, dat sinds 1971 in handen was geweest van vastgoedbelegger Libra International. Bouwonderneming Jordaan, een filantropisch ingestelde naamloze vennootschap had aan het einde van de 19e eeuw krotwoningen gesloopt tussen de Lindengracht en de Goudsbloemstraat in de Amsterdamse wijk Jordaan, en vervangen door degelijke etagewoningen.

### Omzetting statuten
In 2002 werden de statuten van Zomers Buiten volledig omgezet, zodat het voortaan volledig een woningstichting was. In 2003 werd de naam veranderd in 'Stichting Woonmaatschappij Zomers Buiten', waarmee nadere samenwerking met gelijknamige woningcorporaties in Haarlem en Haarlemmermeer werd onderstreept. In 2005 werd definitief afscheid genomen van de naam Zomers Buiten, toen de woningcorporatie 'Stichting Woonmaatschappij Amsterdam' ging heten. De stichting had aan eind van haar zelfstandig bestaan circa 11.000 verhuureenheden (voornamelijk sociale-huurwoningen) in eigendom. In 2006 fuseerde de stichting met de Stichting Woonmaatschappij Haarlem en Stichting Woonmaatschappij Haarlemmermeer tot de Stichting Woonmaatschappij. De Haarlemse en Haarlemmermeerse woonmaatschappijen komen voort uit allerlei fusies en overnames van diverse gemeentelijke woningbedrijven, woningbouwverenigingen en -stichtingen in deze twee gemeenten.

### Fusie met Ymere

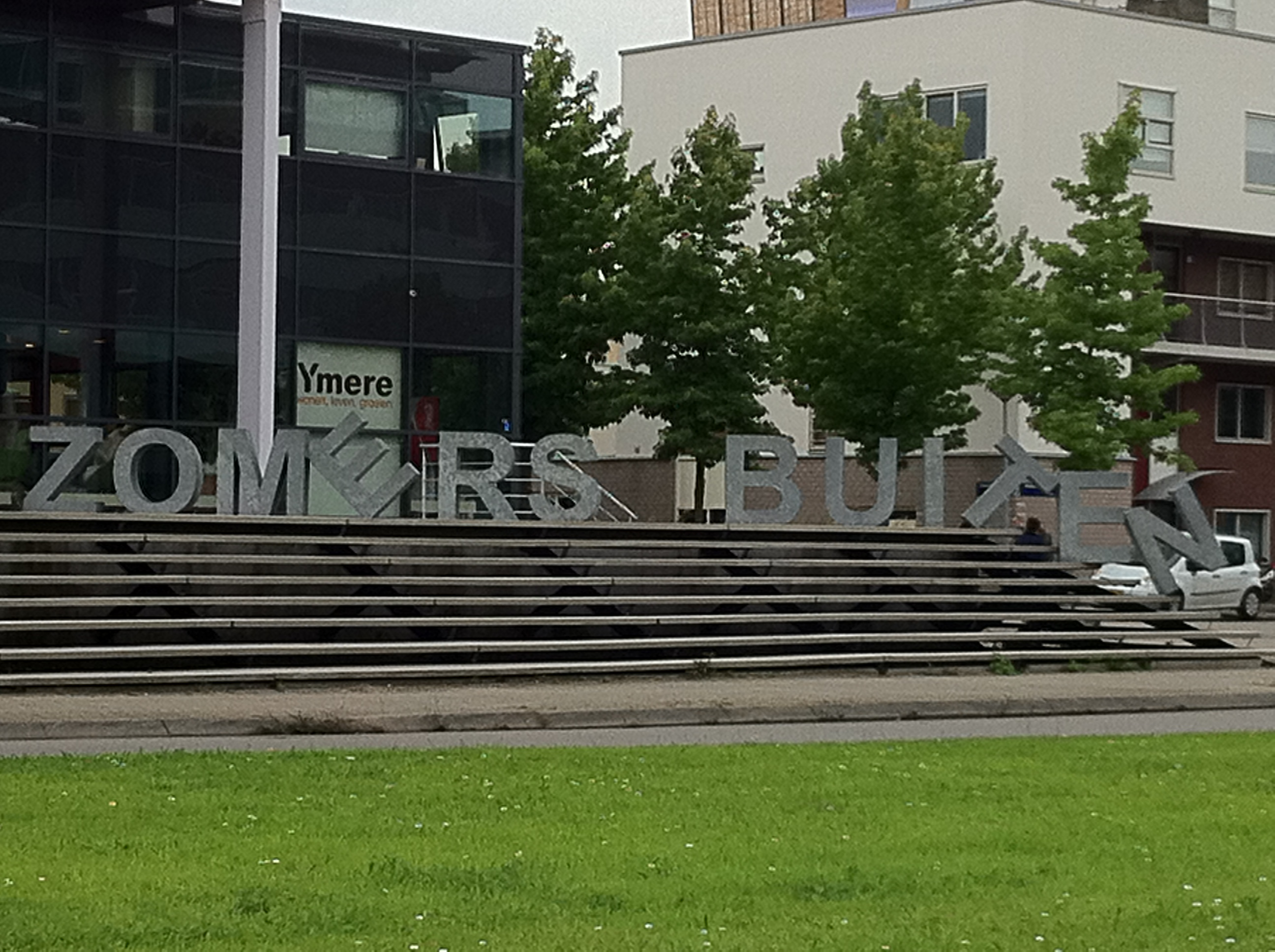
Kunst bij voormalig hoofdkantoor Zomers Buiten

Op 1 januari 2008 volgde de volgende fusie met Ymere, een woningcorporatie die op 1 januari 2004 ontstond bij de fusie van Woningbedrijf Amsterdam (tot 1994 het Gemeentelijk Woningbedrijf Amsterdam) en Woningstichting Wonen voor Allen (WVA) uit Almere. De naam van de nieuwe combinatie bleef hierna Ymere, voor de buitenwacht veranderde alleen de vormgeving van het logo.
Op 1 januari 2011 fuseerde Ymere met woningcorporatie Goed Wonen Noord-Kennemerland, officieel geheten Woningstichting Goed Wonen Koedijk Sint-Pancras, die circa 1100 woningen verhuurt in de gemeenten Alkmaar, Heerhugowaard en Langedijk.
Op 1 maart 2014 fuseerde Ymere met woningcorporatie De Woningbouw uit Weesp. De Woningbouw bracht circa 4.100 huurwoningen in die het in bezit had in Weesp, Muiden en Muiderberg. De naam van de nieuwe corporatie bleef Ymere.